# شستشوی سگ دانلد
شستشوی سگِ دانلد (به انگلیسی: Donald's Dog Laundry) یک فیلم کوتاه انیمیشن آمریکایی، ساخته‌شده در سال ۱۹۴۰ میلادی به کارگردانی جک کینگ و تهیه‌کنندگی والت دیزنی است.

## چکیده داستان
دانلد داک یک دستگاه شستشویِ خودکارِ سگ می‌سازد. او تلاش می‌کند از پلوتو برای آزمایش خود بهره ببرد، اما پلوتو نمی‌پذیرد و در لانه خودش پنهان می‌شود و...